# Crano
Der Crano ist ein kleiner Fluss in Frankreich, der im  Département Morbihan in der Region Bretagne verläuft. Er entspringt im Gemeindegebiet von Plouay, entwässert generell Richtung Südwest und mündet nach rund 16 Kilometern im Gemeindegebiet von Cléguer als linker Nebenfluss in den Scorff.

## Orte am Fluss
(Reihenfolge in Fließrichtung)
- Le Crano, Gemeinde Plouay
- Le Guern, Gemeinde Calan
- Plouay
- Le Moustoir, Gemeinde Plouay
- Saint-Étienne, Gemeinde Cléguer
- Tronchâteau, Gemeinde Cléguer